# Ciclismo ai Giochi della IV Olimpiade - Tandem
La gara di tandem di ciclismo su pista dei Giochi della IV Olimpiade si svolse il 13 e 15 luglio 1908 al White City Stadium di Londra, nel Regno Unito.
I concorrenti dovevano completare la distanza dei 2 000 metri entro il limite di tempo di 4 minuti.

## Risultati

### Batterie
Si disputarono 7 serie, i vincitori e il miglior secondo avanzarono alle semifinali.
| Pos. | Corridore                    | Squadra     | Tempo  |
| ---- | ---------------------------- | ----------- | ------ |
| 1    | Charlie Brooks Walter Isaacs | Regno Unito | 3'09"4 |
| 2    | Alwin Boldt Hermann Martens  | Germania    |        |

| Pos. | Corridore                       | Squadra     | Tempo  |
| ---- | ------------------------------- | ----------- | ------ |
| 1    | Frederick Hamlin Thomas Johnson | Regno Unito | 3'14"8 |
| 2    | Maurice Texier Pierre Texier    | Francia     |        |

| Pos. | Corridore                       | Squadra     | Tempo  |
| ---- | ------------------------------- | ----------- | ------ |
| 1    | Max Götze Otto Götze            | Germania    | 2'55"6 |
| 2    | Charles Avrillon Joseph Guyader | Francia     |        |
| 3    | C. McKaig E. C. Piercy          | Regno Unito |        |

| Pos. | Corridore                        | Squadra     | Tempo  |
| ---- | -------------------------------- | ----------- | ------ |
| 1    | Léon Coeckelberg Jean Patou      | Belgio      | 2'25"0 |
| 2    | John L. Barnard Arthur Rushen    | Regno Unito |        |
| 3    | Andrew Hansson Gustaf Westerberg | Svezia      |        |

| Pos. | Corridore                      | Squadra   | Tempo  |
| ---- | ------------------------------ | --------- | ------ |
| 1    | André Auffray Maurice Schilles | Francia   | 3'11"4 |
| 2    | Philip Freylinck Floris Venter | Sudafrica |        |

| Pos. | Corridore                     | Squadra     | Tempo  |
| ---- | ----------------------------- | ----------- | ------ |
| 1    | François Bonnet Octave Lapize | Francia     | 3'06"8 |
| 2    | R. Jolly J. Norman            | Regno Unito |        |

| Pos. | Corridore                         | Squadra     | Tempo  |
| ---- | --------------------------------- | ----------- | ------ |
| 1    | Johnnie Matthews Leonard Meredith | Regno Unito | 2'43"2 |
| 2    | Gaston Dreyfus André Poulain      | Francia     |        |
| 3    | Frederick McCarthy William Morton | Canada      |        |

### Semifinali
Si disputarono 2 semifinali, i vincitori e il miglior secondo avanzarono alla finale.
| Pos. | Corridore                       | Squadra     | Tempo  |
| ---- | ------------------------------- | ----------- | ------ |
| 1    | Frederick Hamlin Thomas Johnson | Regno Unito | 2'42"2 |
| 2    | Charlie Brooks Walter Isaacs    | Regno Unito |        |
| 3    | Max Götze Otto Götze            | Germania    |        |
| 4    | Léon Coeckelberg Jean Patou     | Belgio      |        |

| Pos. | Corridore                         | Squadra     | Tempo  |
| ---- | --------------------------------- | ----------- | ------ |
| 1    | André Auffray Maurice Schilles    | Francia     | 2'46"2 |
| 2    | Johnnie Matthews Leonard Meredith | Regno Unito |        |
| 3    | John L. Barnard Arthur Rushen     | Regno Unito |        |
| 4    | François Bonnet Octave Lapize     | Francia     |        |

### Finale
| Pos. | Corridore                       | Squadra     | Tempo  |
| ---- | ------------------------------- | ----------- | ------ |
| 1    | André Auffray Maurice Schilles  | Francia     | 3'07"6 |
| 2    | Frederick Hamlin Thomas Johnson | Regno Unito |        |
| 3    | Charlie Brooks Walter Isaacs    | Regno Unito |        |